# Arvesundstjärnen
Arvesundstjärnen är en sjö i Åre kommun i Jämtland och ingår i Indalsälvens huvudavrinningsområde. Sjön har en area på 0,141 kvadratkilometer och ligger 306,3 meter över havet.

## Delavrinningsområde
Arvesundstjärnen ingår i det delavrinningsområde (701714-141320) som SMHI kallar för Mynnar i Storsjön. Medelhöjden är 313 meter över havet och ytan är 4,64 kvadratkilometer. Det finns inga avrinningsområden uppströms utan avrinningsområdet är högsta punkten. Vattendraget som avvattnar avrinningsområdet har biflödesordning 2, vilket innebär att vattnet flödar genom totalt 2 vattendrag innan det når havet efter 253 kilometer. Avrinningsområdet består mestadels av skog (84 procent). Avrinningsområdet har 0,13 kvadratkilometer vattenytor vilket ger det en sjöprocent på 2,9 procent.